# Anjunabeats Volume 11
Anjunabeats Volume 11 é a décima primeira edição do álbum de compilação Anjunabeats Volume, uma série mixada e compilada pelo grupo britânico de trance Above & Beyond. Foi lançada em 9 de junho de 2014 pela gravadora Anjunabeats.
A compilação apresenta uma ligeira mudança na direção musical da série, pois o disco 1 apresenta características mais comummente associadas ao estilo da gravadora da banda, Anjunadeep.

## Lista das faixas
| N.º | Título                                                        | Duração |  |
| 1.  | "You Would"                                                   |         |  |
| 2.  | "Wicked Game"                                                 |         |  |
| 3.  | "Beat Organ"                                                  |         |  |
| 4.  | "Good For Me" (Matt Lange Remix)                              |         |  |
| 5.  | "Gravity"                                                     |         |  |
| 6.  | "Boy"                                                         |         |  |
| 7.  | "Staccato"                                                    |         |  |
| 8.  | "No One Gets Left Behind" (Konstantin Sibold Remix)           |         |  |
| 9.  | "Rediscovered"                                                |         |  |
| 10. | "Overture" (Guy J Remix)                                      |         |  |
| 11. | "The Dark"                                                    |         |  |
| 12. | "Gemini"                                                      |         |  |
| 13. | "Dark & Long [Dark Train]" (Jerome Isma-Ae & Maor Levi Remix) |         |  |

| N.º | Título                                      | Artista                              | Duração |  |
| 1.  | "Tension"                                   | ilan Bluestone & Jerome Isma-Ae      |         |  |
| 2.  | "Anjunabeach" (Genix vs. Las Salinas Remix) | Above & Beyond                       |         |  |
| 3.  | "Hey Now" (Arty Remix)                      | London Grammar                       |         |  |
| 4.  | "Sticky Fingers"                            | Above & Beyond feat. Alex Vargas     |         |  |
| 5.  | "Code Red"                                  | Super8 & Tab vs. Jaytech             |         |  |
| 6.  | "Pyramid Scheme" (Club Mix)                 | Mat Zo feat. Chuck D                 |         |  |
| 7.  | "Hindsight"                                 | Audien                               |         |  |
| 8.  | "Karma"                                     | Sunny Lax                            |         |  |
| 9.  | "Run"                                       | Genix                                |         |  |
| 10. | "Evermore"                                  | Oliver Smith                         |         |  |
| 11. | "On My Way To Mariana Heaven"               | Above & Beyond feat. Richard Bedford |         |  |
| 12. | "Spheres"                                   | ilan Bluestone                       |         |  |
| 13. | "Far From Needing Your Love"                | Above & Beyond vs. Andrew Bayer      |         |  |
| 14. | "Hello"                                     | Above & Beyond                       |         |  |
| 15. | "Satellite" (ilan Bluestone Remix)          | Above & Beyond pres. OceanLab        |         |  |
| 16. | "The District"                              | Andrew Bayer                         |         |  |

| N.º | Título                          | Artista                              | Duração |  |
| 1.  | "Liquid Love" (Maor Levi Remix) | Above & Beyond Feat. Richard Bedford | 8:23    |  |
| 2.  | "Home" (Genix Remix)            | Above & Beyond                       | 7:36    |  |